# Сентру-Нову-ду-Мараньян

Сентру-Нову-ду-Мараньян на карте штата.

Сентру-Нову-ду-Мараньян (порт. Centro Novo do Maranhão) — муниципалитет в Бразилии, входит в штат Мараньян. Составная часть мезорегиона Запад штата Мараньян. Входит в экономико-статистический микрорегион Гурупи. Население составляет 17 622 человека на 2010 год. Занимает площадь 8369,793 км². Плотность населения — 2,11 чел./км².

## Демография
Согласно сведениям, собранным в ходе переписи 2010 г. Национальным институтом географии и статистики (IBGE), население муниципалитета составляет:
| Полное население                               | Полное население                               | Полное население                               | Полное население                               | 17 622 |
| ---------------------------------------------- | ---------------------------------------------- | ---------------------------------------------- | ---------------------------------------------- | ------ |
| в том числе:                                   | Городское население                            | 5522                                           | Процент городского населения, %                | 31,34  |
|                                                | Сельское население                             | 12 100                                         | Процент сельского населения, %                 | 68,66  |
|                                                | Мужское население                              | 9331                                           | Процент мужского населения, %                  | 52,95  |
|                                                | Женское население                              | 8291                                           | Процент женского населения, %                  | 47,05  |
| Плотность населения, чел/км²                   | Плотность населения, чел/км²                   | Плотность населения, чел/км²                   | Плотность населения, чел/км²                   | 2,11   |
| Население муниципалитета в % к населению штата | Население муниципалитета в % к населению штата | Население муниципалитета в % к населению штата | Население муниципалитета в % к населению штата | 0,27   |

По данным оценки 2016 года, население муниципалитета составляет 21 013 жителей.

## История
Город основан 10 ноября 1995 года. 

## Статистика
- Валовой внутренний продукт на 2003 год составляет 61 484 215,00 реалов (данные: Бразильский институт географии и статистики).
- Валовой внутренний продукт на душу населения на 2003 год составляет 3944,33 реала (данные: Бразильский институт географии и статистики).
- Индекс развития человеческого потенциала на 2000 год составляет 0,571 (данные: Программа развития ООН).

## Важнейшие населенные пункты
| № | Населённый пункт        | Населённый пункт (порт.) | Категория | Население чел. (2010) | На карте                       |
| - | ----------------------- | ------------------------ | --------- | --------------------- | ------------------------------ |
| 1 | Сентру-Нову-ду-Мараньян | Centro Novo do Maranhão  | город     | 5522                  | 2°08′30″ ю. ш. 46°07′27″ з. д. |
| 2 | Шега-Туду               | Chega Tudo               | поселок   | 3154                  | 2°16′24″ ю. ш. 46°17′44″ з. д. |
| 3 | Серрария-Агуа-Бранка    | Serraria Água Branca     | поселок   | 662                   | 3°20′06″ ю. ш. 46°46′57″ з. д. |
| 4 | Барру-Бранку            | Barro Branco             | поселок   | 622                   | 2°27′31″ ю. ш. 46°20′07″ з. д. |
| 5 | Сипуэйру                | Cipoeiro                 | поселок   | 283                   | 2°15′15″ ю. ш. 46°13′23″ з. д. |